# نورمن راسموسن
 نورمن راسموسن (انگلیسی: Norman Rasmussen؛ زاده ۱۲ نوامبر ۱۹۲۷ درگذشته ۱۸ ژوئیهٔ ۲۰۰۳) یک دانشمند اهل ایالات متحده آمریکا بود.